# Guerra interestelar
La guerra interestelar es una guerra espacial entre combatientes de sistemas planetarios diferentes. El concepto proporciona una trama narrativa común en la ciencia ficción, especialmente en el subgénero de la space opera.
En contraste, el término «guerra intergaláctica» se refiere a la guerra entre combatientes de diferentes galaxias, mientras que «guerra interplanetaria» se refiere a la guerra entre combatientes de diferentes planetas de un mismo sistema solar.

## Factibilidad
Michael H. Hart argumentó que si los humanos alguna vez se diseminaran a otros sistemas planetarios, la probabilidad real de una guerra interestelar sería baja debido a las inmensas distancias (y, por lo tanto, los tiempos de viaje involucrados). Ciertamente, la guerra interestelar requeriría una inversión mucho mayor de tiempo y recursos que las actuales guerras intraplanetarias. Por otro lado, Robert Freitas argumentó que el gasto de energía requerido para la guerra interestelar sería trivial desde el punto de vista de una civilización de Tipo II o Tipo III en la escala de Kardashev.

## Ciencia ficción
Las primeras referencias ficticias parecen tratar con la guerra interplanetaria, no interestelar (por ejemplo, la novela de 1898 de H. G. Wells, La Guerra de los Mundos). Escritores como Larry Niven han desarrollado un conflicto interplanetario plausible basado en la colonización humana del cinturón de asteroides y los planetas exteriores por medio de tecnologías que utilizan las leyes de la física tal como se entienden actualmente. Sin embargo, ahora que se cree que los otros planetas del sistema solar carecen de vida inteligente, los escritores de ciencia ficción generalmente postulan alguna forma de impulso superlumínico para facilitar la guerra interestelar.
 La saga Star Wars por otro lado transcurre en una galaxia ficticia y es uno de los ejemplos más famosos de "guerra interestelar" de la ciencia ficción.
En la década de 1980, Ace Books publicó una antología de ciencia ficción en tres volúmenes llamada The Future at War, editada por Reginald Bretnor. El primer volumen, Thor's Hammer, contenía historias sobre guerras en la Tierra y en el espacio cercano a la Tierra; el segundo volumen, The Spear of Mars, contenía historias que describían la guerra interplanetaria; y el tercer volumen, Orion's Sword, trataba sobre la guerra interestelar.